# Assumpció Vila Mitjà
Assumpció Vila Mitjà (L'Escala, l'Alt Empordà, 7 de desembre de 1948) és una arqueòloga i professora de recerca jubilada del Consell Superior d'Investigacions Científiques a la Institució Milà i Fontanals de Recerca en Humanitats. La seva recerca s'ha enfocat cap els fonaments teòrics i bases metodològiques de la ciència arqueològica dirigits al coneixement de les primeres societats humanes i en la rellevància del seu coneixement per a la societat actual i futura. Ha destacat per la seva posició en defensa del feminisme en el món de la investigació científica, i per promoure i liderar l'Associació de Dones Investigadores i Tecnòlogues a Catalunya.
Llicenciada en Filosofia i Lletres per la Universitat de Barcelona el 1977, va obtenir el doctorat en Història Antiga per la mateixa universitat el 1981. Del 1982 al 1985 fou Becària Postdoctoral a l'Institut de Ciències de la Terra "Jaume Almera", actualment Geociéncies Barcelona (GEO3BCN-CSIC), i el 1982 també fou becària al "Laboratori de Traceología i Experimentació" de l'Acadèmia de Ciències-Leningrad. Del 1985 al 1987 va tenir un contracte específic al mateix "Institut de Ciències de la Terra Jaume Almera" per realitzar un projecte internacional hispanoargentí d'etnoarqueologia. El 1988 fou nomenada Col·laboradora Científica al departament d'Arqueologia del Centre d'Estudis Històrics del CSIC a Madrid. El 1990 va fundar i dirigir Laboratori d'Arqueologia a la Institució Milà i Fontanals de Recerca en Humanitats, que el 2003 es va transformar en el Departament d'Arqueologia i Antropologia d'aquesta institució, que va dirigir entre els anys 2003 i 2006, i entre el 2011 i el 2013. Entre els anys 1996 i 2015, va ser directora de la sèrie de publicacions monogràfiques "Treballs d'Etnoarqueologia" publicada per Editorial CSIC.
Ha treballat en temes de metodologia i tècniques d'excavació arqueològica, anàlisi de caràcters morfològics i tècnics d'indústries lítiques prehistòriques, sent la introductora a Espanya de la metodologia i tècniques d'anàlisis icneològic d'instruments lítics (microscòpia òptica, microscopia electrònica de rastreig, replicació i experimentació funcional i tractament d'imatges de microdesgast digitalitzades) i de l'estudi de l'origen de les matèries primeres lítiques mitjançant la difracció i fluorescència de raigs X. Ha estat pionera en la recerca etnoarqueològica i ha treballat també en sistemes d'inducció automàtica en l'estudi de la divisió sexual del treball i de la discriminació de les dones en societats caçadores-recol·lectores pescadores.